# Psychopathic Rydas
Psychopathic Rydas – amerykańska hip hopowa supergrupa powstała w Detroit, Michigan,
założona w 1999 roku.
Grupa tworzy styl gangsta rap i składa się z artystów powiązanych z wytwórnią Psychopathic Records, którzy w aktualnym składzie występują pod pseudonimami: Bullet, Full Clip (Violent J i Shaggy 2 Dope z Insane Clown Posse), Foe Foe, Lil' Shank (Monoxide i Jamie Madrox z Twiztid), Cell Block (Blaze Ya Dead Homie) i Yung Dirt (Boondox).
Każda z płyt Psychopathic Rydas została nagrana przy użyciu beatów znanych raperów bez ich zezwolenia oraz nie płacąc za ich użycie, przez co albumy te zaliczane są jako bootlegi, a w rezultacie żadna z ich płyt nigdy nie była powszechnie dostępna.

## Dyskografia

### Albumy
- Dumpin' (2000)
- Ryden Dirtay (2001)
- Check Your Shit In Bitch! (2004)
- Duk Da Fuk Down (2007)
- EatShitNDie! (2011)

### Single/EP
- Limited Edition EP (2004)
- A Ryda Holiday (singel) (2007)
- Backdoor Ryda EP (2011)